# حسن أباد (رودبار)
حسن أباد (بالإنجليزية: Hasanabad, Damghan)‏ هي مستوطنة تقع في إيران في قسم رودبار الريفي.